# Deep Fear
Deep Fear (デ ィ ー プ フ ィ ア ー Діпу Фіа?) — відеогра жанру Survival horror, випущена в 1998 році, розроблена Sega AM7 і видана System Sacom для Sega Saturn. Це була остання гра на Saturn, випущена в Європі. Гра пропонує унікальні особливості ігрового процесу, такі як кнопки, які дозволяють гравцеві використовувати предмети в режимі реального часу, прицілювання під час руху, і падіння рівня кисню. Музика була написана Каваї Кендзі, а істоти та персонажі були розроблені Яжші Нірасава. Також розробленням займалася японська розробниця Ріеко Кодама.